# Opistopròctids
Els opistopròctids (Opisthoproctidae) són una família de peixos teleostis de l'ordre Osmeriformes, coneguts com a 
peixos follet. Estan distribuïts pels oceans Pacífic, Atlàntic i Índic. El seu nom procedeix del grec opisthe (per darrere de) + proktos (anus).
Normalment tenen els ulls de forma tubular; les aletes pectorals les tenen inserides en el lateral en posició baixa; algunes espècies amb aleta adiposa en el dors; de vegades presenten fotòforos; la majoria no presenten bufeta natatòria.

## Gèneres i espècies
Existeixen 16 espècies, agrupades en els 7 gèneres següents:
- Gènere Bathylychnops (Cohen, 1958):
  - Bathylychnops exilis (Cohen, 1958)
- Gènere Dolichopteryx (Brauer, 1901):
  - Dolichopteryx anascopa (Brauer, 1901)
  - Dolichopteryx binocularis (Beebe, 1932)
  - Dolichopteryx brachyrhynchus (Parr, 1937)
  - Dolichopteryx longipes (Vaillant, 1888)
  - Dolichopteryx minuscula (Fukui i Kitagawa, 2006)
  - Dolichopteryx parini (Kobyliansky i Fedorov, 2001)
  - Dolichopteryx pseudolongipes (Fukui, Kitagawa i Parin, 2008)
  - Dolichopteryx rostrata (Fukui y Kitagawa, 2006)
  - Dolichopteryx trunovi (Parin, 2005)
- Gènere Ioichthys (Parin, 2004):
  - Ioichthys kashkini (Parin, 2004)
- Gènere Macropinna (Chapman, 1939):
  - Macropinna microstoma (Chapman, 1939)
- Gènere Opisthoproctus (Vaillant, 1888):
  - Opisthoproctus grimaldii (Zugmayer, 1911)
  - Opisthoproctus soleatus (Vaillant, 1888) - Peix sola
- Gènere Rhynchohyalus (Barnard, 1925):
  - Rhynchohyalus natalensis (Gilchrist i von Bonde, 1924)
- Gènere Winteria (Brauer, 1901):
  - Winteria telescopa (Brauer, 1901) - Peix binocular